# Supermarine Spiteful
Supermarine Spiteful byl britský stíhací letoun vyvinutý na konci druhé světové války; byl odvozen od Spitfiru Mk. XIV. Modelové označení původního Supermarine Spitfire bylo přeneseno i na první model Spiteful, takže byl označen Mk. XIV. Původně byl stroj objednán v počtu 150 kusů, ale v nastupující éře proudových letounů byl Spiteful zařazen do výzbroje pouze v menších počtech.

## Vývoj
V roce 1942 dospěli vývojáři firmy Supermarine k závěru, že aerodynamické vlastnosti křídla, použitého na Supermarine Spitfire, jsou limitujícím faktorem pro dosažení vyšších rychlostí. Pod specifikací číslo 470 definovali požadavky na nový typ křídla s laminárním profilem, které se podobalo křídlu legendární stíhačky P-51 Mustang. Výhodou laminárního profilu křídla bylo i zachování ovladatelnosti křidélek ve vysokých rychlostech. Na návrh vrchního konstruktéra firmy Supermarine, Joa Smithe, bylo křídlo použito i při vývoji proudové stíhačky Supermarine Attacker.
Dalším zlepšením Supermarine Spiteful bylo použití podvozku s větším rozchodem kol. Původní typ Spitfire trpěl stejně jako německý Messerschmitt Bf 109 špatnou stabilitou na neupravených přistávacích plochách.
Pro urychlení vývoje byl použit trup s ocasními plochami ze Spitfiru Mk. XIV (NN660), který byl s novým křídlem zalétán jako předprototyp Spitefulu dne 30. června 1944, pilotován Jeffreyem K. Quillem. Tento letoun byl ztracen i s pilotem F. Furlongem při havárii již 13. září. Druhý prototyp, zcela nové konstrukce trupu a s polokapkovitým překrytem kabiny zalétal J. K. Quill 8. ledna 1945 a krátce poté létal i třetí předsériový kus (NN667) s modifikovanými křidélky, zvětšenou svislou ocasní plochou a s posunutým lapačem vzduchu ke kompresoru až pod vrtulový kužel.
Na přelomu let 1944-45 se již pracovalo na ověřovací sérii letounů Supermarine Spiteful Mk.XIV, z nichž první (RB515) poprvé vzlétl 2. dubna 1945. Stroj poháněl motor Griffon 65 o výkonu 1 509 kW a jeho výzbroj tvořila čtveřice kanónů Hispano ráže 20 mm, uložených po dvou v každé polovině křídla.
Následovalo 16 exemplářů (RB516 až RB531) s pohonnou jednotkou Griffon 69 o výkonu 1 748 kW, z nichž RAF k letovým testům převzalo jen 8, ostatní postupně bez zalétání skončily na šrotišti.
Během vývoje palubní verze Supermarine Seafang byly v roce 1946 postaveny prototypy Supermarine Spiteful Mk.XV a Spiteful Mk.XVI, z nichž druhý byl poháněn motorem Griffon 101 o výkonu 1 781 kW s protiběžnými vrtulemi. V roce 1947 dosáhl ve výšce 8700 m vodorovné rychlosti 795 km/h jako nejrychlejší britské vrtulové letadlo s pístovým motorem vůbec.

## Varianty

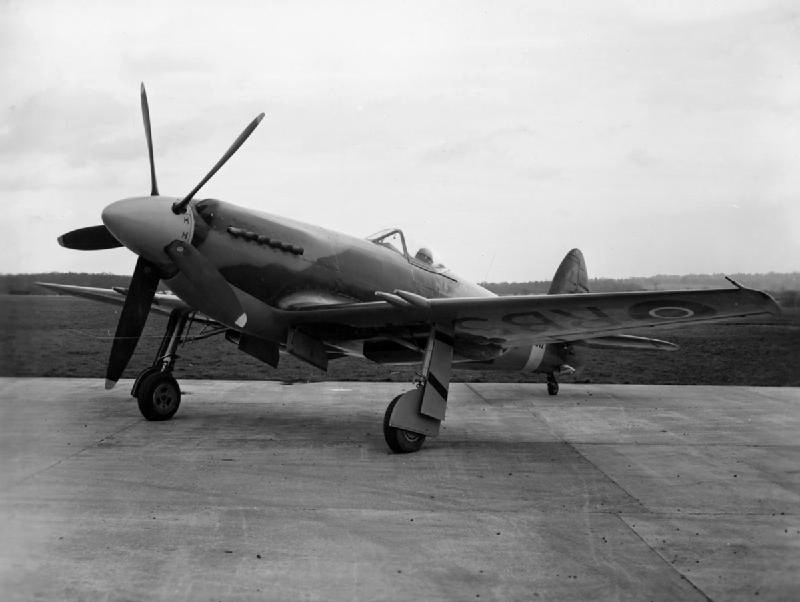
Supermarine Spiteful

- Spiteful F Mk 14 - 19 kusů (z toho 2 prototypy)

Motor: Griffon 69 o výkonu 1771 kW (2408 k)
Hmotnost prázdného letounu: 3 331 kg
Vzletová hmotnost: 4 513 kg
Maximální rychlost: 777 km/h
- Spiteful F Mk 15 - postaven jeden exemplář přestavbou z F Mk 14 (RB520) , přestavěn na prototyp Seafang

Motor: Griffon 89 o výkonu 1752 kW (2382 k)
Vzletová hmotnost: 4 627 kg
Maximální rychlost: 766 km/h
- Spiteful F Mk 16 - vznikly dva exempláře přestavbou z F Mk 14 (RB516 a RB518)

Motor: Griffon 101 o výkonu 1805 kW (2454 k)
Vzletová hmotnost: 4 513 kg
Maximální rychlost: 795 km/h ve výšce 8687 m, 656 km/h na hladině moře
- Seafang F.Mk 31 - 8 kusů

Motor: Griffon 61
- Seafang F.Mk 32 - 10 kusů

Motor: Griffon 89 o výkonu 1752 kW (2382 k)

## Uživatelé
Spojené království
- Royal Air Force

## Operační nasazení
Spiteful byl původně objednán do výroby jako Spiteful Mk. XIV (který neměl předchozí verze, číslování bylo přeneseno z původní konverze Spitfire Mk. XIV) v počtu 150 letadel. Nicméně s příchodem tryskového pohonu bylo jasné, že výkonné stíhačky budou již jen proudové, a tak byla objednávka později, po postavení několika kusů Spiteful, zrušena. V té době však panovala určitá nejistota ohledně toho, zda proudový letoun bude schopen operovat z letadlové lodě, a tak bylo rozhodnuto o vytvoření námořní verze Spiteful podle specifikace N.5 / 45, následně označovaná jako Seafang.
Seafang představil skládací konce křídel, přistávací hák typu "sting" a motor Griffon 89 nebo 90, plněný z prodlouženého sání karburátoru vzduchu a pohánějící šestilistou protiběžnou vrtuli Rotol. První z postavených byl předělaný Spiteful Mk.XV (RB520), ale s úspěšným provozem de Havilland Sea Vampire z lodi HMS Ocean v roce 1945 potřeba Seafangu zmizela.
S koncem druhé světové války, Supermarine vstoupil do jednání se Société nationale de constructions aéronautiques du Nord (SNCAN) o licenční výrobě Spiteful ve Francii, ale opět zavedení proudových stíhaček zastínilo stíhačky s pístovými motory a rozhovory nevedly k ničemu.

## Specifikace (Spiteful F Mk 14)

Nákres Spiteful Mk.XIV., který má stále eliptickou ocasní plochu Spitfire, ale postrádá eliptické křídlo.

### Technické údaje
- Posádka: 1
- Rozpětí : 10,67 m
- Délka: 10,03 m
- Výška (na zemi): 4,09 m
- Nosná plocha: 19,5 m²
- Hmotnost prázdného letounu: 3 331 kg
- Vzletová hmotnost: 4 523 kg
- Pohonná jednotka: Rolls-Royce Griffon 69 o výkonu 1771 kW (2408 k)

### Výkony
- Maximální rychlost: 778 km/h ve výšce 6 400 m
- Dostup: 12 800 m
- Stoupavost: 24,8 m/s
- Dolet: 908 km

### Výzbroj
- 4 × kanón Hispano Mk V ráže 20 mm
- 8-12 × 76mm raket
- 2 × puma 450 kg (1 000 lb)